# Avec les hommes de l'eau
Pour plus de détails, voir Fiche technique et Distribution.
Avec les hommes de l'eau (ou Congo, vue sur le fleuve et la vie des habitants) est un film documentaire belge, muet, réalisé par Ernest Genval entre 1936 et 1938.

## Synopsis
Un voyage en bateau tout au long du fleuve Congo : départ de Léopoldville, à bord du Berwinne qui fait escale dans un village pour s’alimenter en bois de combustion. Ravitaillé, il reprend la route, sous les yeux d’une population congolaise en liesse, restée sur les berges du fleuve. Il croise au passage des pirogues et surprend les « hommes de l’eau » au quotidien : pêche, chasse au crocodile, découpe et salaison de la viande d’hippopotame…

## Fiche technique
- Réalisation : Ernest Genval
- Montage : Ernest Genval